# Bronagh Waugh
Bronagh Waugh (née le 6 octobre 1982) est une actrice nord-irlandaise connue pour avoir incarné le personnage de Cheryl Brady dans le soap opera Hollyoaks ou le rôle de Sally Ann Spector dans la série The Fall.
Lors des British Soap Awards de 2010, Waugh a été nommée pour les prix suivants : meilleure révélation, meilleure actrice et meilleure performance dans une comédie.

## Filmographie

### Télévision
- 2008 : Hollyoaks Later (en) : Cheryl Brady (saison 1)
- 2009-2013 : Hollyoaks : Cheryl Brady (360 épisodes)
- 2012 : Hollyoaks Later (en) : Cheryl Brady (saison 5, épisode 1)
- 2013-2016 : The Fall : Sally-Ann Spector (11 épisodes)
- 2014 : Holby City : Lauren Ginevar (saison 17, épisode 12)
- 2016 : Supernatural : Miss Watt (saison 12, épisode 1 et 2)
- 2018 : Unforgotten : Jessica Reid (saison 3, 6 épidoses)
- 2021 : Inspecteur Barnaby : Blaise McQuinn (épisode Le monstre du lac)
- 2025 : The Stolen Girl : DI Shona Sinclair

### Cinéma
- 2006 : Fiddler Walk : Bronagh
- 2008 : Un bébé à tout prix (Miss Conception) : Réceptionniste
- 2015 : A Christmas Star : Maria O'Hanlon
- 2018 : Steel Country de Simon Fellows : Donna Reutzel
- 2019 : La Malédiction d'Ishtar :  Lucy Bernard